# Tegenaria parietina
Tegenaria parietina là một loài nhện trong họ Agelenidae.
Loài này thuộc chi Tegenaria. De grote huisspin được miêu tả năm 1785 bởi Fourcroy.

## Hình ảnh

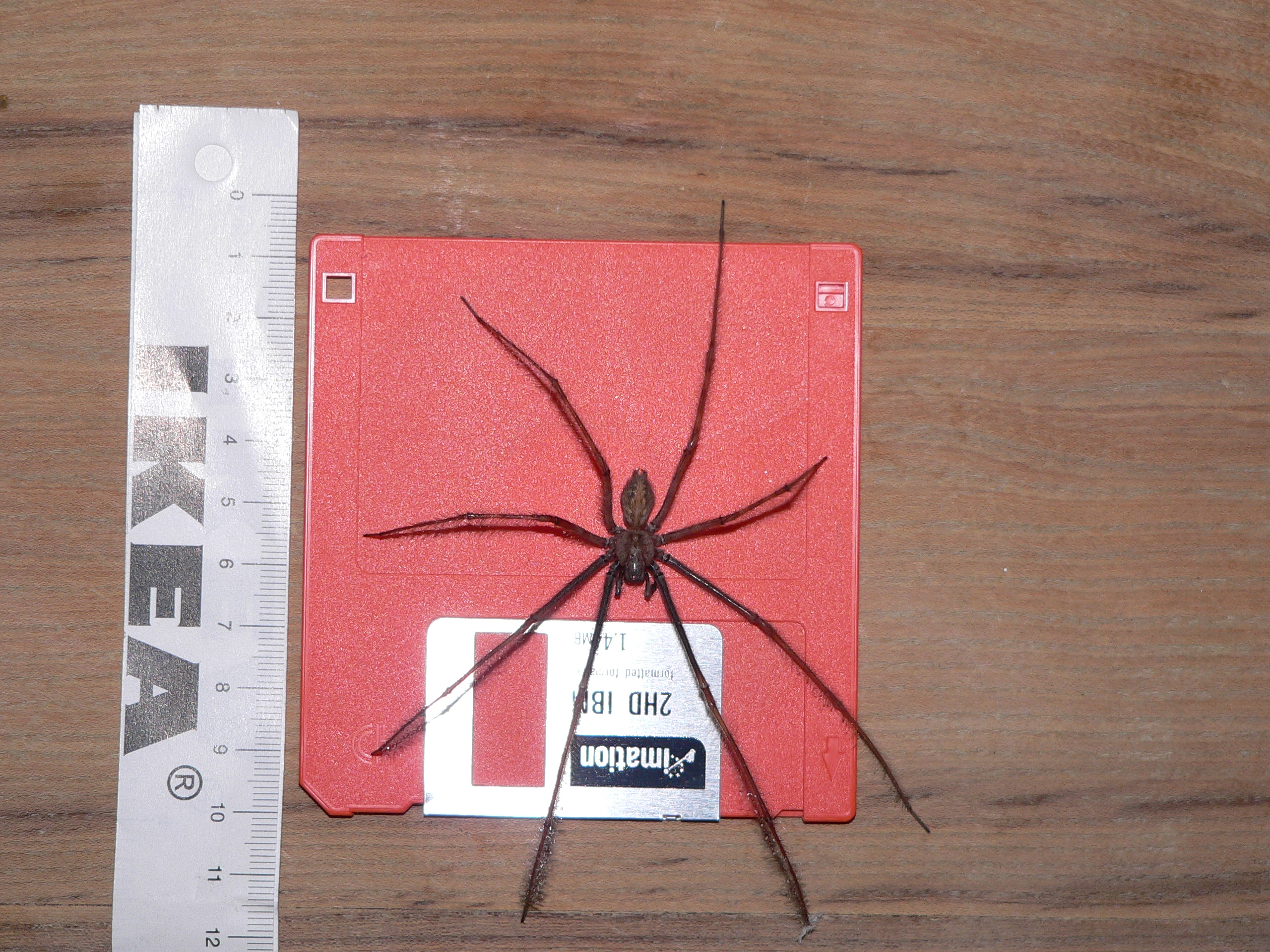
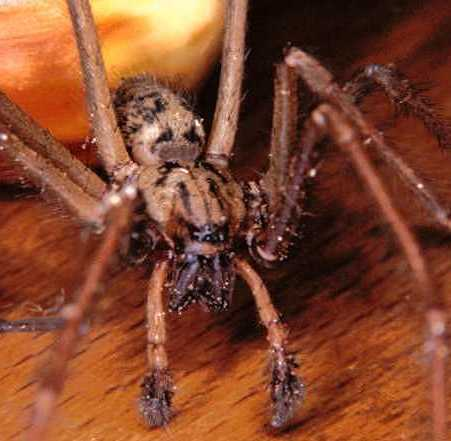
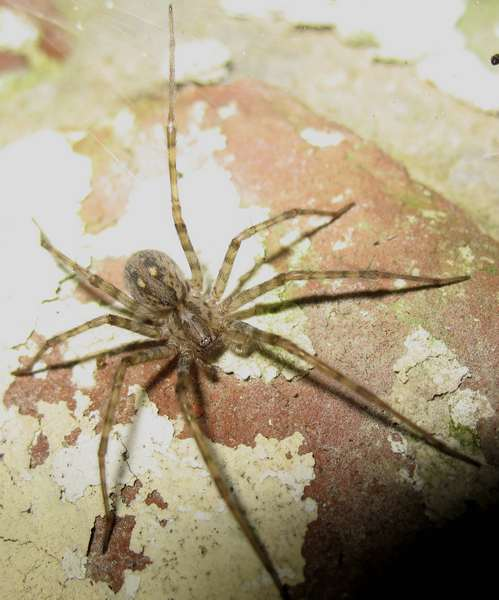
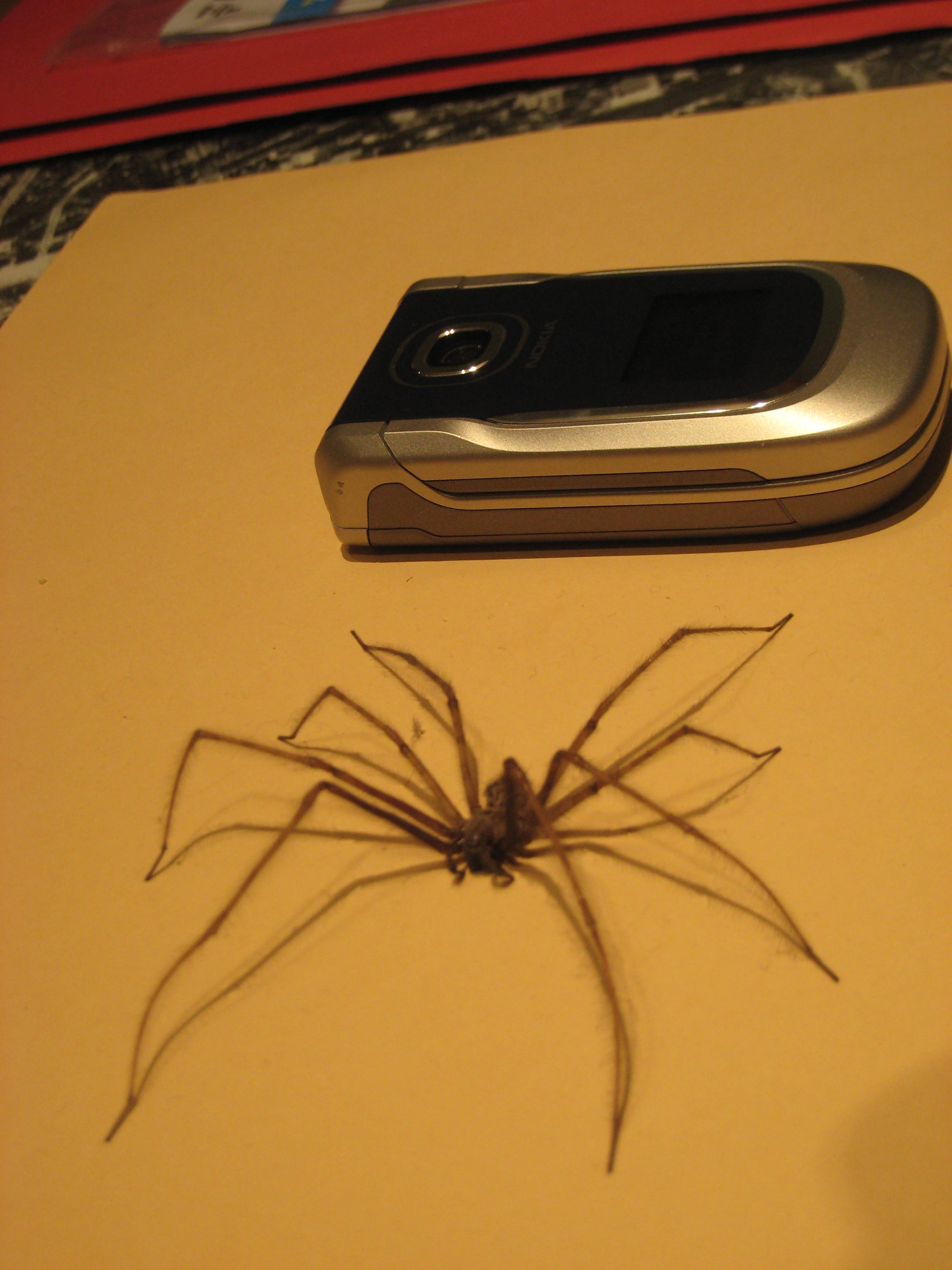